# Travis Grant
Travis Grant (Clayton, 1º gennaio 1950) è un ex cestista statunitense, professionista nella NBA e nella ABA.

## Carriera
Venne selezionato dai Los Angeles Lakers al primo giro del Draft NBA 1972 (13ª scelta assoluta).